# Апресян, Сергей Аршалуйсович
Сергей Аршалуйсович Апресян (30 июня 1940, Тбилиси, Грузинская ССР, СССР — 1992, Тбилиси, Грузия) — советский футболист.

## Карьера
Воспитанник ФШ «Юный динамовец» Тбилиси. За свою карьеру выступал в советских командах Динамо (Тбилиси), Локомотив (Тбилиси), Спартак (Москва), Динамо (Батуми). По завершении карьеры игрока в 1980-е тренировал в СДЮШОР «Динамо-3» (Тбилиси).